# 埃尔温·利赫诺夫斯基
埃尔温·利赫诺夫斯基（捷克語：Erwin Lichnofsky，1903年8月6日—1974年2月25日），捷克男子冰球运动员。他曾代表捷克斯洛伐克国家队参加1928年冬季奥林匹克运动会冰球比赛，获得第五名。